# 2. Panzerarmee
 (août 2014).
Si vous disposez d'ouvrages ou d'articles de référence ou si vous connaissez des sites web de qualité traitant du thème abordé ici, merci de compléter l'article en donnant les références utiles à sa vérifiabilité et en les liant à la section « Notes et références ».
Pour les articles homonymes, voir 2e armée.
La 2. Panzerarmee ou 2e Panzerarmee en français : « 2e armée blindée » était une armée blindée, fortement équipée de chars (panzer), en activité durant la Seconde Guerre mondiale sur le théâtre européen.

## Présentation
Cette grande formation blindée fut déployée au sein de la Wehrmacht sur de nombreux champs de bataille lors de la Seconde Guerre mondiale. Elle fut en activité durant une grande partie de la guerre, à savoir du 5 octobre 1941 au 8 mai 1945.

## Formation
Ses origines se trouvent dans le groupe blindé Guderian (Panzergruppe Guderian), nommé d'après son commandant Heinz Guderian. Ce groupe, également dénommé Panzergruppe 2, joua un rôle non négligeable lors des premiers succès de la Wehrmacht sur le front de l'Est. En effet, il se distingua notamment à travers la tactique du blitzkrieg durant l'opération Barbarossa lancée le 22 juin 1941 à l'encontre de l'URSS.

## Histoire de son service

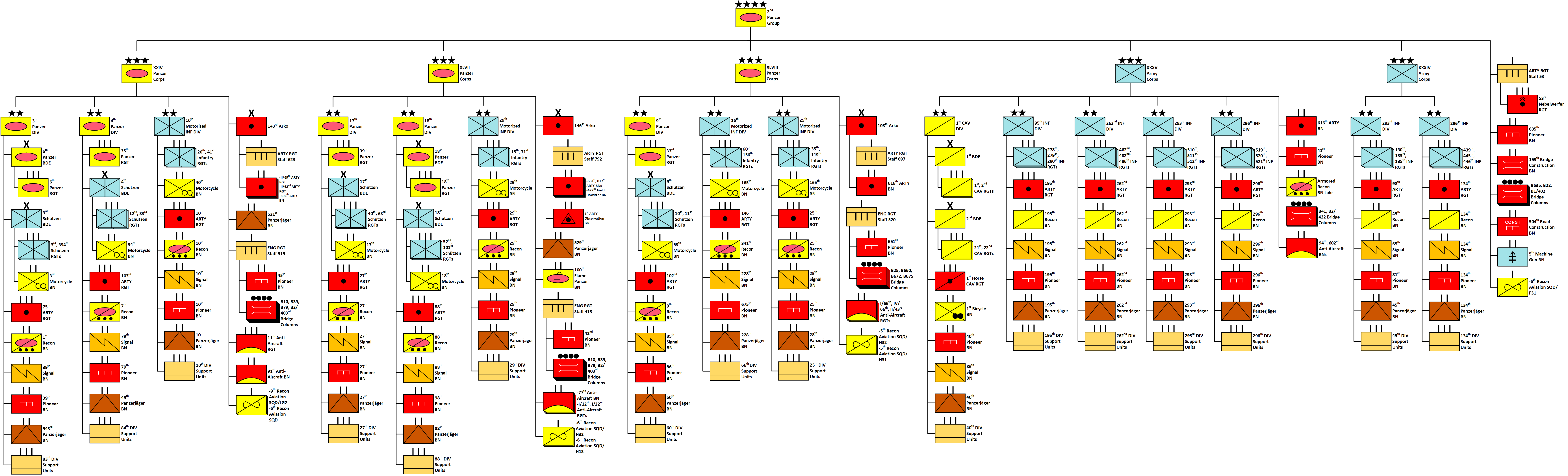
Organisation du Panzergruppe 2 le 27 septembre 1941 guerre mondiale.

### 1941
Le groupe de combat fut rebaptisé du nom de 2. Panzerarmee en octobre 1941. Elle fut rattachée au Groupe d'armées Centre. Elle participa ainsi à la bataille de Moscou sur le front de l'Est et plus tard à des conflits défensifs principalement dans le secteur Centre.

### 1943
Au printemps et à l'été 1943, elle se trouve positionnée sur la partie nord du saillant d'Orel, et se trouve ainsi attaquée le 12 juillet 1943 par les Soviétiques (opération Koutouzov, dans le cadre de la Bataille de Koursk) qui réduisent le saillant sans parvenir à détruire les forces allemandes qui s'y trouvent. Après s'être évacué du saillant, la 2. Panzerarmee s'établit en position défensive sur la Desna. 
En septembre 1943, elle est envoyée au sein du Groupe d'armées F nouvellement constitué sur le front balkanique. La 2. Panzerarmee s'y bat contre les mouvements de résistance et les attaques de partisans comme lors de l'opération Waldrausch.

### 1944
Elle participa également aux combats en Yougoslavie, en Hongrie puis en Autriche.

## Commandants
| Date                              | Commandant                                    |
| --------------------------------- | --------------------------------------------- |
| 5 octobre 1941 - 25 décembre 1941 | Generaloberst Heinz Guderian                  |
| 25 décembre 1941 - 10 avril 1943  | Generaloberst Rudolf Schmidt                  |
| 11 avril 1943 - 6 août 1943       | General der Infanterie Erich-Heinrich Clößner |
| 6 août 1943 - 14 août 1943        | Generalfeldmarschall Walter Model             |
| 14 août 1943 - 24 juin 1944       | Generaloberst Dr Lothar Rendulic              |
| 24 juin 1944 - 17 juillet 1944    | General der Infanterie Franz Böhme            |
| 18 juillet 1944 - 8 mai 1945      | General der Artillerie Maximilian de Angelis  |

## Unités organiques
- Höherer Artillerie-Kommandeur 305 (HArko 305)
- Kommandant des rückwärtigen Armeegebiets 2. Panzerarmee (en 1943 : Kommandant des rückwärtigen Armeegebiets 532 (Korück 532) - après 1943 : Kommandant des rückwärtigen Armeegebiets 582 (Korück 582)
- Panzerarmee-Nachschubführer 2
- Panzerarmee-Nachrichten-Regiment 2
- Armee-Kartenstelle 419

## Sources
- (en) Cet article est partiellement ou en totalité issu de l’article de Wikipédia en anglais intitulé « 2nd Panzer Army » (voir la liste des auteurs).
- Wendel, Marcus, 2.Panzerarmee, 2004.